# قاشکمری
قاشکمری، روستایی از توابع بخش چاروسا شهرستان کهگیلویه در استان کهگیلویه و بویراحمد ایران است.

## جمعیت
این روستا در دهستان طیبی سرحدی شرقی قرار دارد و براساس سرشماری مرکز آمار ایران در سال ۱۳۸۵، جمعیت آن ۱۲۳ نفر (۲۵خانوار) بوده‌است.